# Брезовица при Златем Пољу
Брезовица при Златем Пољу (словен. Brezovica pri Zlatem Polju) је насељено место у општини Луковица, Средњесловенска регија, Словенија.

## Историја
До територијалне реорганизације у Словенији била је у саставу старе општине Домжале.

## Становништво
У попису становништва из 2011. године, Брезовица при Златем Пољу је имала 26 становника.
| Број становника према пописима | Број становника према пописима | Број становника према пописима |
| ------------------------------ | ------------------------------ | ------------------------------ |
| 1991                           | 2002. године                   | 2011                           |
| 26                             | 24                             | 26                             |

Напомена: До 1953. исказивано под именом Брезовица.